# Хилшир Вилиџ (Тексас)
Хилшир Вилиџ (енгл. Hilshire Village) град је у америчкој савезној држави Тексас. По попису становништва из 2010. у њему је живело 746 становника.

## Демографија
Према попису становништва из 2010. у граду је живело 746 становника, што је 26 (3,6%) становника више него 2000. године.
| Група             | 2000.       | 2010.       |
| Белци             | 648 (90,0%) | 635 (85,1%) |
| Афроамериканци    | 3 (0,4%)    | 2 (0,3%)    |
| Азијати           | 24 (3,3%)   | 42 (5,6%)   |
| Хиспаноамериканци | 30 (4,2%)   | 49 (6,6%)   |
| Укупно            | 720         | 746         |